# ألفارو إغليسياس
ألفارو إغليسياس (بالإسبانية: Álvaro Iglesias)‏ (12 يوليو 1972 في إسبانيا - ) هو منافس ألعاب قوى ولاعب كرة قدم إسباني في مركز حراسة المرمى. لعب مع أريناس غوتكسو وبوليديبورتيفو إيخيذو وبونفيرادينا وخيمناستيك طركونة وراسينغ فيرول ونادي باراكالدو ونادي تينيريفي ونادي سيستاو ريفر ونادي غرنيكا ونادي قرطبة وSestao Sport Club ‏ وUD Lanzarote ‏ ونادي فيغيراس ‏.

## وصلات خارجية
- ألفارو إغليسياس على موقع قاعدة بيانات كرة القدم.إي يو (الإنجليزية)